# Where I'm Coming From
Where I'm Coming From is het veertiende studioalbum van Stevie Wonder. Alle liedjes op het album schreef Wonder samen met zijn toenmalige echtgenote, Syreeta Wright. Tijdens en na de opnames onderhandelde Wonder met Motown over een nieuw platencontract. Zijn contract liep namelijk op zijn eenentwintigste verjaardag (13 mei 1971) af. Het nieuwe contract zou hem meer artistieke vrijheid garanderen, maar ook met Where I'm Coming From liet Wonder al merken dat hij zich ontworstelde van het strikte beleid van de platenbazen. Zo verzorgde hij zelf de muzikale productie en zingt hij in het liedje "I Wanna Talk to You" over racisme, een onderwerp dat destijds nog taboe was bij Motown. Hoewel Berry Gordy zijn bedenkingen had over dit album, werd het op 12 april 1972 door Tamla Records (een sublabel van Motown) uitgebracht. Wonder bereikte er de 62ste plaats in de Amerikaanse hitlijst mee.

## Tracklist
| Nr. | Titel                       | Schrijver(s)                  | Duur |
| --- | --------------------------- | ----------------------------- | ---- |
| 1.  | Look Around                 | Syreeta Wright, Stevie Wonder | 2:45 |
| 2.  | Do Yourself a Favor         | Wright, Wonder                | 6:10 |
| 3.  | Think of Me as Your Soldier | Wonder, Wright                | 3:37 |
| 4.  | Something Out of the Blue   | Wonder, Wright                | 2:59 |
| 5.  | If You Really Love Me       | Wonder, Wright                | 3:00 |

| 1.                 | I Wanna Talk to You                                                   | Wonder, Wright | 5:18 |
| 2.                 | Take Up a Course in Happiness                                         | Wonder, Wright | 3:11 |
| 3.                 | Never Dreamed You'd Leave in Summer (B-kant van "We Can Work It Out") | Wonder, Wright | 2:53 |
| 4.                 | Sunshine in Their Eyes                                                | Wonder, Wright | 6:58 |
| Totale duur: 34:46 |                                                                       |                |      |